# HaTzofe
Pour les articles homonymes, voir Hatzofe (homonymie).
Le HaTzofe (hébreu : הצופה, l'Observateur) est un journal quotidien en hébreu publié en Israël de 1937 à a avril 2007, puis de manière hebdomadaire jusqu'en 2008.
Selon le site internet du journal, sa ligne éditoriale était sioniste, nationaliste et religieuse. Il prétendait être le seul journal quotidien de la droite israélienne, avec une emphase sur le sionisme religieux. Le journal a été associé dans son passé avec le mouvement Mizrahi et fut le relai du Parti national religieux.
En mai 2003, Shlomo Ben-Tzvi acheta le journal et en 2004, l'hebdomadaire Makor Rishon. Le 25 avril 2007, le HaTzofe arrêta sa publication quotidienne et devint un supplément hebdomadaire du Makor Rishon qui devint quant à lui quotidien. Le HaTzofe fut publié pour la dernière fois le vendredi 26 décembre 2008.